# Увала
Увале представљају виши стадијум у морфолошкој еволуцији облика површинског крашког рељефа. То су веће затворене депресије у облику издужених котлинастих улегнућа хектометарских до километарских дужина и ширина. Дно им је најчешће заравњено, покривено тањим елувијумом, односно црвеницом дециметарске дебљине. Увале настају спајањем вртача. Преграде између појединих вртача растварањем се снижавају и њихова дна се међусобно спајају. На дну увала често се могу запазити ниски гребени метарске висине, изграђени од матичне карбонатне стене. Ти гребени су остаци некадашњих преграда између сада спојених вртача.
Увале се врло често јављају на дну сувих, напуштених речних долина у красу. Понирањем водотока по дну долине почиње растварање, које прво формира вртаче, а затим се усмерава на преграде између њих. Увале се, такође, могу формирати и у слепим речним долинама. Када водоток, који је начинио слепу долину, почне негде при њеном почетку поново да понире, низводни део слепе долине остаје као сува затворена депресија димензија увале. Та депресија се током времена крашком ерозијом проширује. Разликују се два типа увала - крашке и полигенетске. Крашке увале постале су деловањем ерозије, а полигенетске, осим деловањем ерозије, настале су по дну фосилних речних долина чији су токови уништени крашким процесом.
У геоморфолошком смислу, увале не представљају нов, посебан облик површинског крашког рељефа. Оне се могу третирати као веће вртаче, формиране срастањем два појединачна облика или више њих. Због појаве елувијалног покривача, или црвенице на дну увале, представљају погодна места за узгајање пољопривредних култура, што је у красу изузетно значајно. 
Посебан тип увала представљају валоге. Описују се као мање, дугуљасте и уске увале са равним дном које је прекривено црвеницом. Избушене су многобројним алувијалним вртачама а њихове стране су стрме и прекривене шкрапама. Овај тип увала нарочито је карактеристичан за површ Валожја која се налази на Сувој планини. Најпознатија валога је Црно Бучје. Дуга је 650 m, широка 30-100 m, са до 20 m дубоким алувијалним вртачама. Остале веће валоге су Хајдучка Валога, Равно Иље, Три Локве и Лазина. 
Још један посебан тип увала представљају до 2 km дугачке и релативно уске депресије, које се у источној Србији означавају као падине. Ове депресије су вијугаве као речне долине а дно им је избушено многобројним вртачама које су поређане у низове. Настају процесом скрашћавања сувих речних долина. Позната је Војачка падина на површи Валожја.

## Галерија
- Крашке депресије на Сувој планини
- Крашке депресије на Сувој планини